# 麥克·伍德

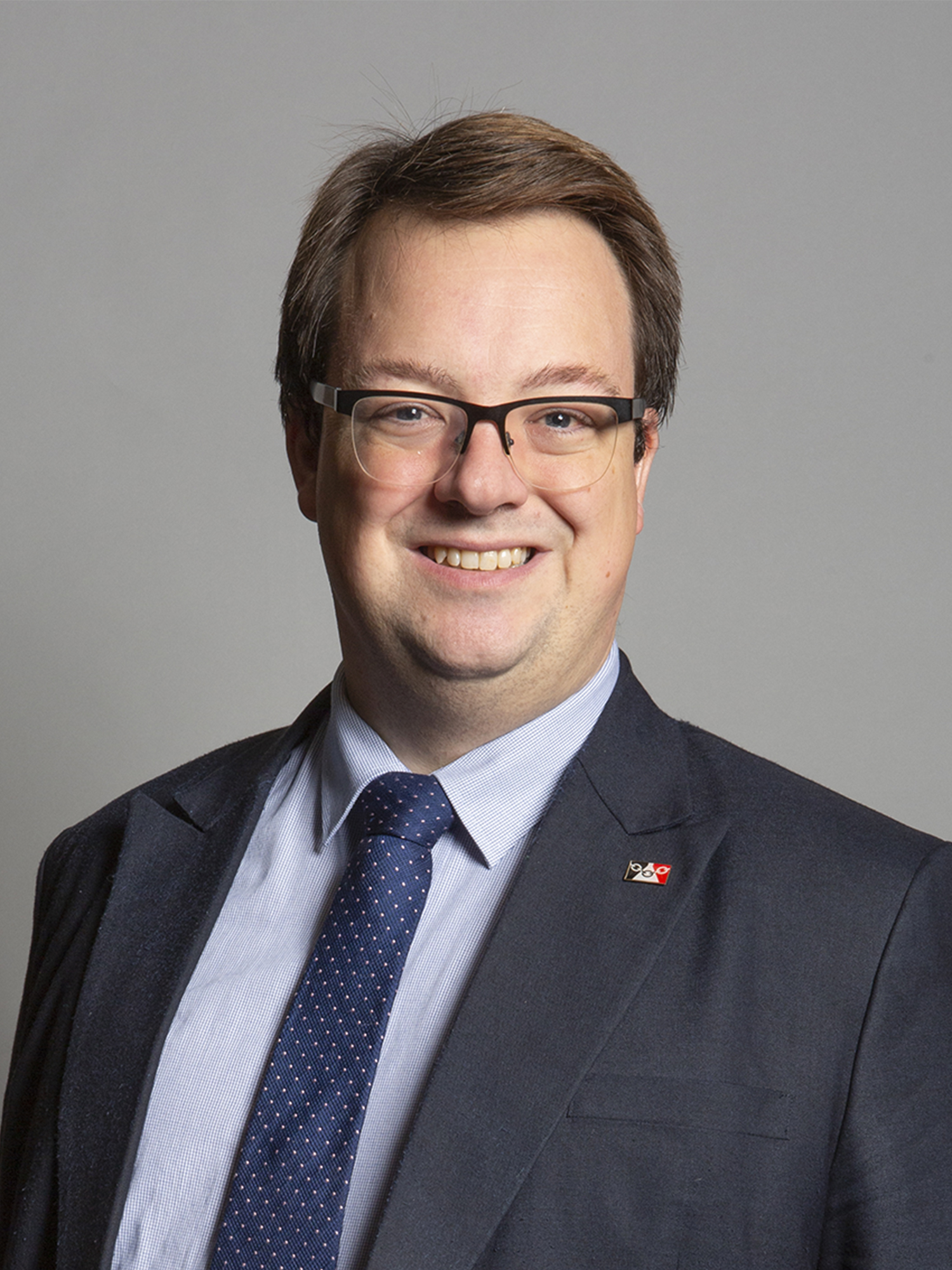

麥克·伍德（1976年3月17日—）是一位英格蘭政治人物，他的黨籍是保守黨。自2015年開始，他擔任南達德利選區選出的英國下議院議員。他已經結婚並有兩個孩子。